# Torneo de las Cuatro Naciones 1939
El Torneo de las Cuatro Naciones de 1939 (Home Nations Championship 1939) fue la 52° edición del principal Torneo de rugby del Hemisferio Norte.
El campeonato fue compartido entre Gales, Inglaterra e Irlanda.

## Clasificación
| Lugar | Selección  | Partidos | Partidos | Partidos  | Partidos | Puntos  | Puntos    | Puntos | Tabla de puntos |
| Lugar | Selección  | Jugados  | Ganados  | Empatados | Perdidos | A favor | En contra | dif.   | Tabla de puntos |
| ----- | ---------- | -------- | -------- | --------- | -------- | ------- | --------- | ------ | --------------- |
| 1     | Gales      | 3        | 2        | 0         | 1        | 18      | 6         | +12    | 4               |
| 1     | Irlanda    | 3        | 2        | 0         | 1        | 17      | 10        | +7     | 4               |
| 1     | Inglaterra | 3        | 2        | 0         | 1        | 12      | 11        | +1     | 4               |
| 4     | Escocia    | 3        | 0        | 0         | 3        | 12      | 32        | -20    | 0               |

## Resultados
| 21 de enero | Inglaterra | 3 - 0 | Gales | Londres, |  |

| 4 de febrero | Gales | 11 - 3 | Escocia | Cardiff, |  |

| 11 de febrero | Inglaterra | 0 - 5 | Irlanda | Londres, |  |

| 25 de febrero | Irlanda | 12 - 3 | Escocia | Dublín, |  |

| 11 de marzo | Irlanda | 0 - 7 | Gales | Belfast, |  |

| 18 de marzo | Escocia | 6 - 9 | Inglaterra | Edimburgo, |  |

## Premios especiales
- Copa Calcuta:  Escocia